# Kim Jong-hyun (zanger)
Kim Jong-hyun (Hangul:김종현) (Seoel, 8 april 1990 – aldaar, 17 december 2017), beter bekend als Jonghyun, was een Zuid-Koreaanse diskjockey, zanger, songwriter, radiopresentator en auteur. Hij was zanger van de Koreaanse boyband SHINee.

## Biografie

### Carrière
In 2008 is Jonghyun verkozen als lid van de vijfkoppige boyband SHINee, zij traden op in het muziekprogramma Inkigayo van Seoul Broadcasting System (SBS). Jonghyun begon met het schrijven van liedteksten in 2009 voor hun vierde Koreaanstalige album Juliette.
Solo debuteerde Jonghyun op 12 januari 2015 met zijn eerste ep Base. Op 17 september van datzelfde jaar bracht hij zijn eerste compilatie-album Story Op. 1 uit. Op 24 mei 2016 bracht Jonghyun zijn eerste studio-album uit, getiteld She Is, gevolgd door zijn tweede compilatie-album Story Op. 2 op 24 april 2017.
Jonghyun heeft aansluitend van 2014 tot 2017 gewerkt als radio-dj bij MBC-radioprogramma Blue Night.

### Overlijden
Jonghyun heeft meermaals duidelijk gemaakt dat hij voornamelijk in de wintermaanden leed aan depressie. Hij heeft dit ook kenbaar gemaakt door het plaatsen van een zwarte hond op zijn Instagrampagina, een symbool voor depressie. Van dit symbool had hij ook een tatoeage op zijn linkerzij.
Jonghyun huurde op 18 december 2017 een appartement in Cheongdam-dong in het district Gangnam. Hier is hij diezelfde dag bewusteloos aangetroffen door de politie. Zijn familie had alarm geslagen, nadat zij berichten van hem hadden ontvangen waaruit zijn voornemen tot suïcide zou blijken. Reanimatiepogingen hebben het leven van Jonghyun niet kunnen redden. De officiële doodsoorzaak luidde: dood door verstikking middels vergassing. Postuum is een brief van Jonghyun gepubliceerd waarin hij schreef dat de depressie aan hem vrat. Uit de brief blijkt dat zijn depressie werd verklaard als een stem in zijn hoofd zonder adequate psychische hulp. Kim Jong-hyun is 27 jaar oud geworden.

## Trivia
- Tijdens zijn laatste concerten (9 en 10 december 2017) verzuimde Jonghyun de aankondiging van zijn solotour in januari 2018 van de autocue voor te lezen.[8] Hierom vermoedt men dat Jonghyun zijn zelfmoord reeds geruime tijd had gepland.
- Ongeveer tienduizend mensen hebben in het Universitair Medisch Centrum Asan in Seoel van Jonghyun afscheid genomen toen hij daar lag opgebaard.

- Gemeinsame Normdatei: 1161750150
- International Standard Name Identifier: 0000 0004 6073 5383
- MusicBrainz: 2cb1105c-5f6d-426f-91a5-7b80f2fc68ff
- Virtual International Authority File: 132150468284804171694
- WorldCat: E39PBJppwB6XHXb6XcwRdpWFKd